# Stabilizator obrazu

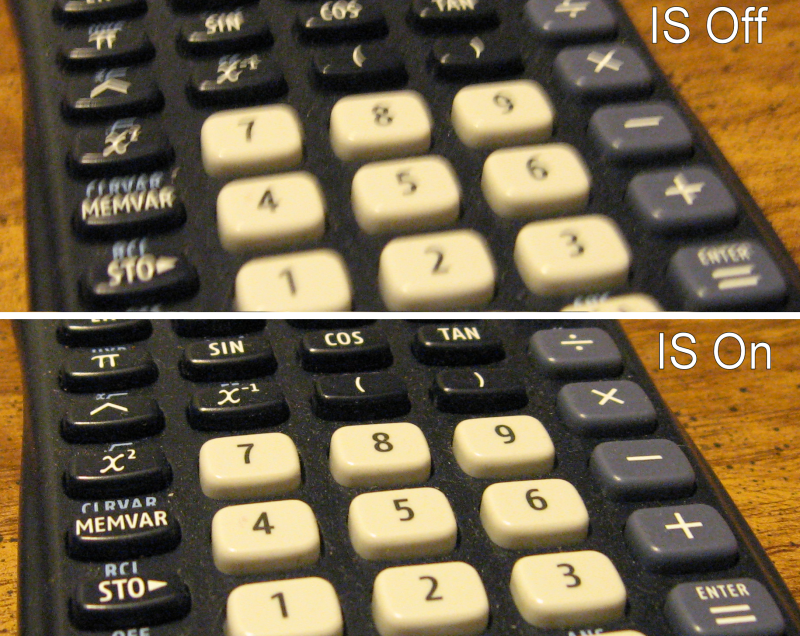
Zdjęcie wykonane bez stabilizacji (góra) i ze stabilizacją (dół)

Stabilizator obrazu – układ zmniejszający prawdopodobieństwo poruszeniu zdjęcia wynikającego z drżenia aparatu fotograficznego przy długich czasach naświetlania, drgania obrazu nagrywanego kamerą albo oglądanego przez lornetkę. Pozwala w niektórych sytuacjach zrezygnować ze statywu lub wysokiej czułości filmu/matrycy (wysokiego ISO).

## Historia

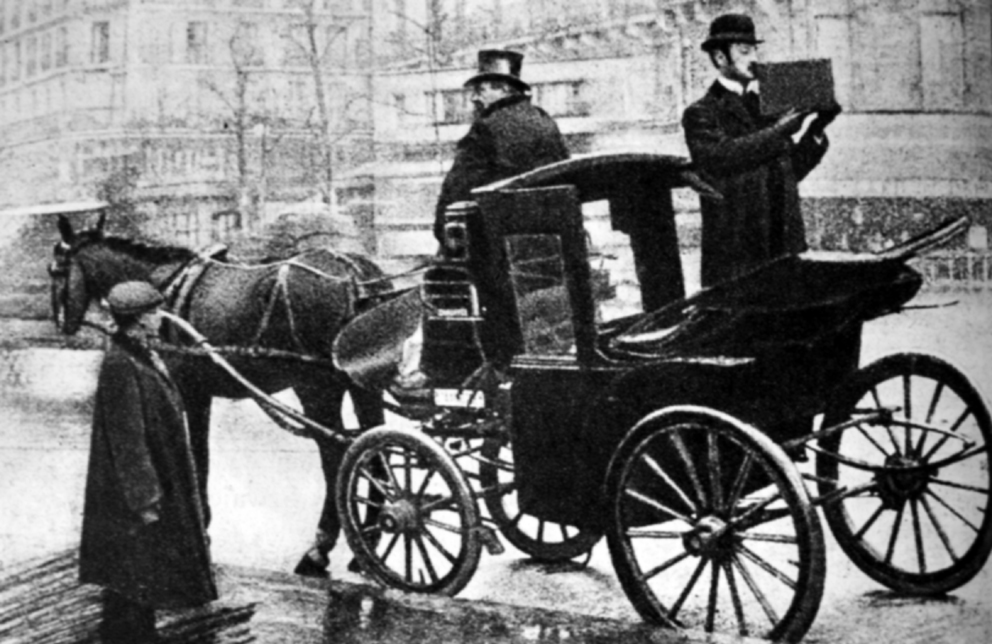
Kazimierz Prószyński filmujący aeroskopem ulice Paryża w 1909 roku

Pierwszą na świecie ręczną kamerę filmową o napędzie automatycznym, która dzięki żyroskopowi posiadała stabilizację obrazu był aeroskop skonstruowany w 1908 roku przez polskiego wynalazcę i konstruktora, Kazimierza Prószyńskiego.
We współczesnych aparatach fotograficznych stabilizacja może być umieszczona w obiektywie lub w aparacie (tzw. IBIS – ang. In-body Image-Stabilization). Stabilizacja w aparacie, występuje najczęściej w cyfrowych aparatach bezlusterkowych, chociaż istnieją także modele lustrzanek cyfrowych jak np. te od firmy Pentax, które także posiadają stabilizacje w korpusie.

## Rodzaje
1. Mechaniczne:
  1. korygowanie położenia matrycy światłoczułej np. w aparatach Konica Minolta
  2. korygowanie położenia układu optycznego np. w aparatach Panasonic.
2. Elektroniczne:
  1. skracanie czasu naświetlania kompensowane wzrostem czułości w aparatach
  2. elektroniczna korekta przesunięcia kolejnych klatek w kamerze.
3. Zewnętrzne
  1. żyroskopowo stabilizowana podstawa aparatu lub kamery np. Kenyon Laboratories.

## Nazwy firmowe
- Canon – Optical Shift Image Stabilizer
- Konica Minolta – Anti Shake
- Nikon – Vibration Reduction
- Olympus – Image Stabilizer
- Panasonic – Optical Image Stabilizer
- Pentax – Shake Reduction
- Sony Minolta – Super SteadyShot (do 2009), SteadyShot INSIDE (od 2009)